# Queso roquefort
El roquefort es un queso azul originario de Francia que se produce con leche cuajada de oveja.
Francia obtuvo la denominación de origen en 1925, mientras que en 1979 fue reconocido por la AOC y en 1996 por la AOP. Esta protección restringe el uso del término "roquefort" para otros quesos idénticos o similares, reservándolo para productos procedentes de la región de Causses del Aveyron.

## Características
La zona de Francia en la que se recolecta la leche está situada alrededor del pueblo de Roquefort-sur-Soulzon (Aveyrón) Francia, cercano a la ciudad de Millau (Aveyrón). Comprende los departamentos de  Lozère, Aveyrón,  Tarn,  Aude, Hérault y  Gard, mientras que la zona de afinado del queso queda circunscrita a la ciudad de Roquefort-sur-Soulzon (Aveyrón) Francia.
Es un queso de pasta verde (fromage à pâte persillée) con un peso medio de 2,5 kg. Se elabora con leche de oveja de la raza Lacaune, la única capaz de adaptarse a las rigurosas condiciones climáticas que destacan por sus fuertes variaciones de temperatura. Luego a la forma de queso se le inyecta la sal y el hongo Penicillium roqueforti, para luego madurarlo en las bodegas.
La masa se guarda en forma de bolas ("pan", del francés "pain") en bodegas abiertas en las calizas de Roquefort-sur-Soulzon. Su período de degustación óptima se encuentra entre los meses de abril a octubre tras un afinado de cinco meses, lo que favorece la acción del hongo en el queso y el desarrollo de las propiedades organolépticas tan características; es un queso excelente en cualquier época del año. 

## Utilización
Para su consumo en frío se suele emplear en pequeñas cantidades para poder apreciar así con mayor capacidad su fortaleza en el sabor y aroma, generalmente en pequeños biscotes de pan a modo de presentación, de igual presentación en ocasiones que el caviar.
Con el mismo producto se elaboran diversas salsas y aderezos a distintos platos de cocina. Entre sus usos más destacados se encuentra la salsa roquefort, muy apreciada para múltiples carnes, la cual se compone de roquefort disuelto en nata al cocinarse en caliente con ella, además de poder añadírsele otras especias. Ocasionalmente en la elaboración de esta salsa se emplea por su similitud otras variedades de queso azul debido a la diferencia económica entre la denominación roquefort y otras de simétrico sabor y menor precio. La salsa de roquefort muestra parecidos a la bechamel y es mucho más ampliamente similar a la salsa de pimienta pues al igual que esta se realiza con nata, solo que, en lugar de añadírsele pimienta, se le añade este famoso queso.
Su textura es firme y lisa y puede untarse con cierta facilidad. Su aroma es lechoso, a nueces y pasas. Su sabor es salado, complejo, con un regusto ácido. Los quesos para el mercado francés suelen ser menos salados que los destinados a exportación. Puede servirse con apio o uvas, o en una tabla o bufé de quesos. Excelente con pan de baguette y peras o con panecillos integrales y berros. Su sabor y textura se suaviza al ser mezclado con queso crema o manteca. El roquefort es un queso ideal para incorporarlo a cualquier receta a base de queso azul. Su delicado sabor no ahoga el del resto de ingredientes. Es excelente en salsas de queso azul para ensaladas, rellenos para tartaletas y canapés, salsas para carne, etc.
Es importante saber que los quesos azules o roquefort puedan ser consumidos por personas sanas sin problemas. Pero solo se debe moderar o evitar su consumo cuando se tienen ciertas patologías que pueden complicarse por la ingesta de este alimento.

## Denominación de origen
A nivel nacional, en Francia, el roquefort es reconocido como appellation d'origine contrôlée (AOC) desde 1925, complementada por un decreto de 1979. Desde 1996, es una denominación de origen protegida (PDO) ante la Unión Europea. A nivel internacional, cuenta con registro como denominación de origen, conforme al Sistema de Lisboa, ante la Organización Mundial de la Propiedad Intelectual, desde el 20 de diciembre de 1967.